# Lestes rectangularis
Lestes rectangularis là loài chuồn chuồn trong họ Lestidae. Loài này được Say mô tả khoa học đầu tiên năm 1840.

## Hình ảnh

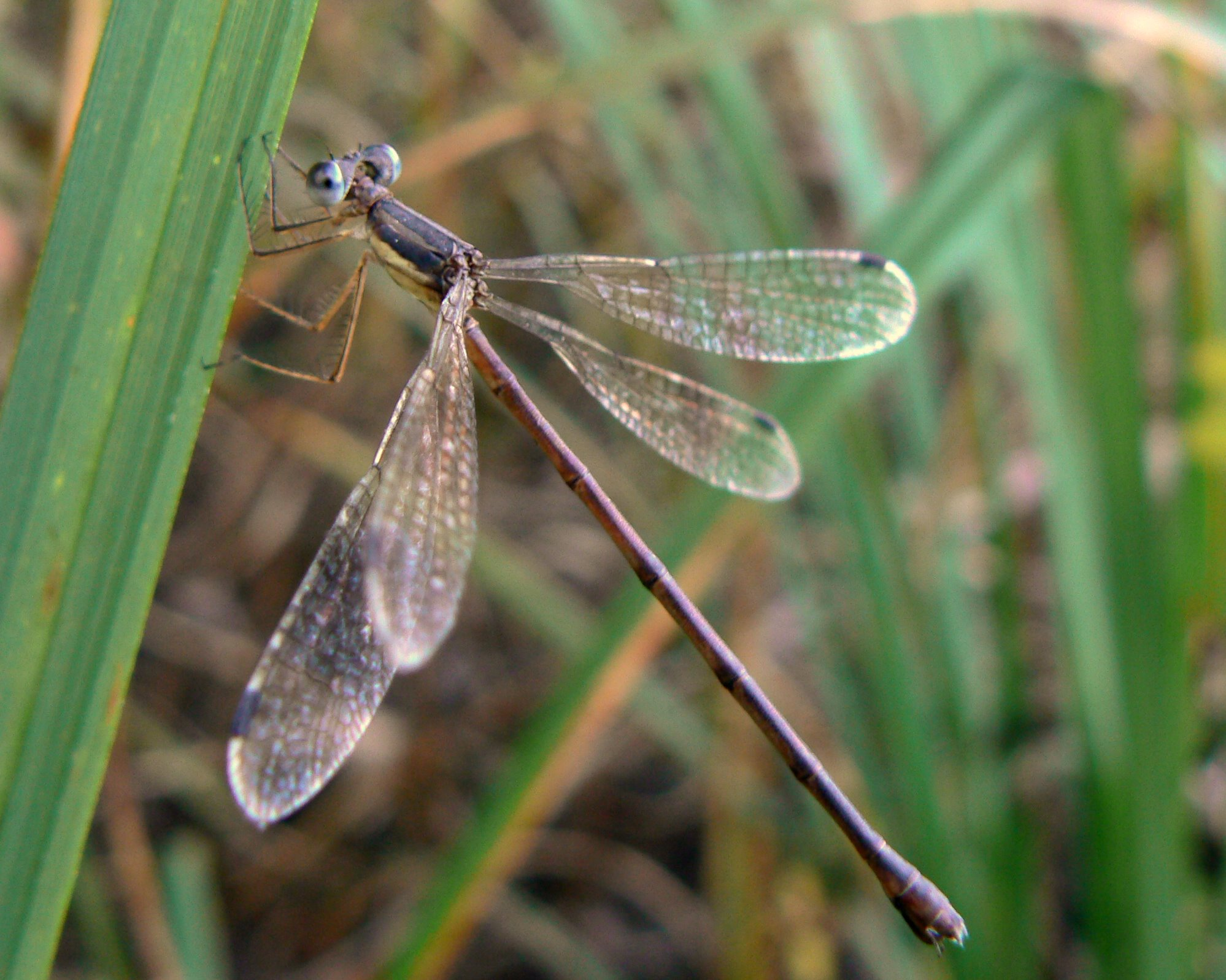
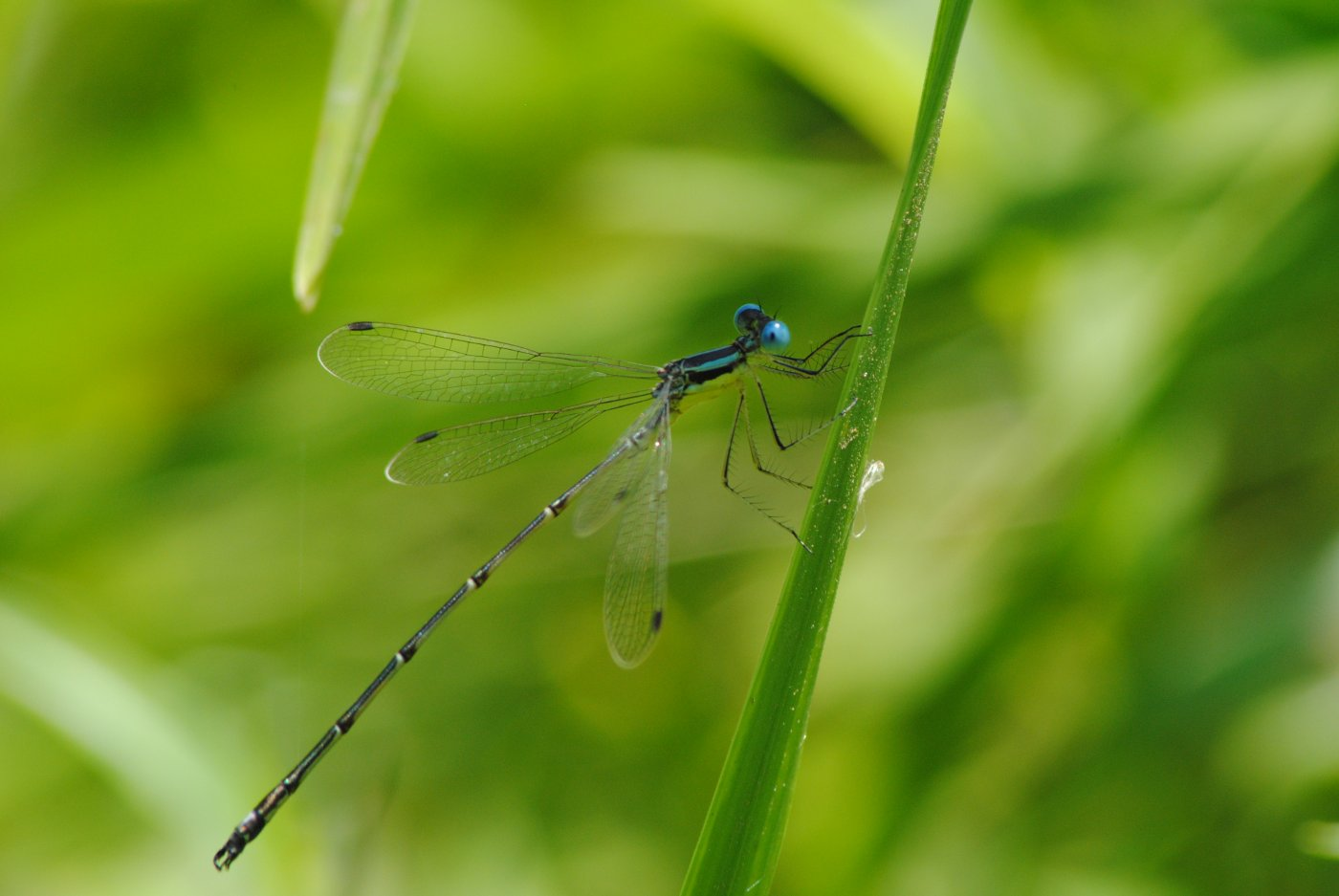